# Scotty (Tyrannosaurus)

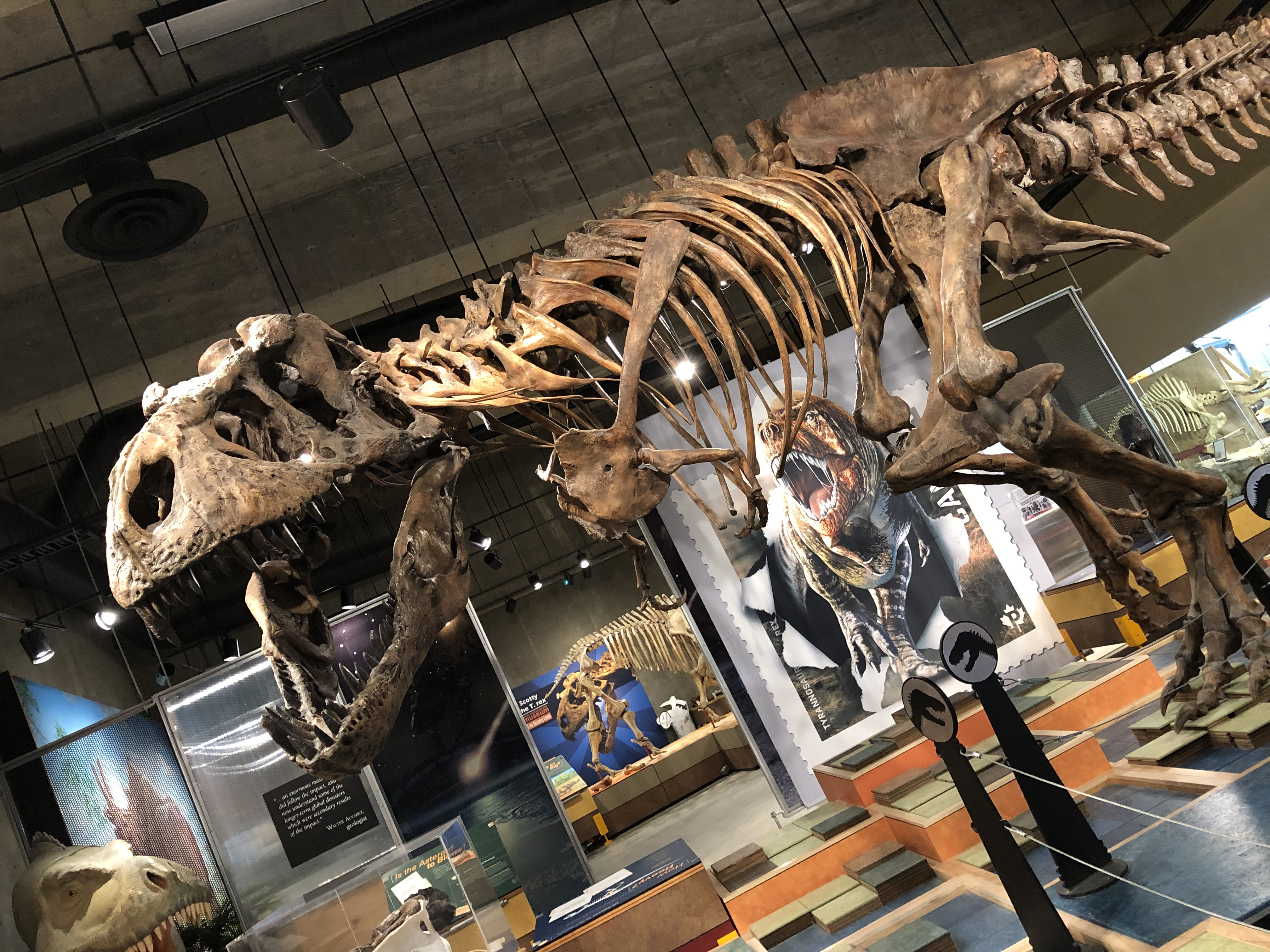
Replika kostry exempláře "Scotty" v instituci T. rex Research Center.

"Scotty" je neformální označení pro dobře zachovaný (asi z 65 % kompletní) kosterní exemplář obrovského teropodního dinosaura druhu Tyrannosaurus rex. Odhadovaná hmotnost původce kostry dosahuje téměř 9000 kg, což z něj činí jednoho z největších známých dravých dinosaurů vůbec
(ne-li zcela největšího). V současnosti je v každém případě jedním z největších známých exemplářů tohoto dravého dinosaura i teropoda obecně na světě.

## Historie
Fosilie "Scottyho" byly objeveny 16. srpna roku 1991 v sedimentech souvrství Frenchman na území kanadské provincie Saskatchewan. Objevitelem byl středoškolský profesor Robert Gebhardt a tým z Royal Saskatchewan Museum. Vykopávky byly zahájeny až v červnu roku 1994 a kompletní preparace byla dokončena teprve v roce 2019. Důvodem byla obtížná práce s železitým pískovcem a také velké rozměry fosilie. Přezdívku "Scotty" získala fosilie podle skotské whisky, kterou si objevitelé večer po objevu dinosaura připíjeli na úspěch.
Fosilie tohoto tyranosauřího exempláře je k jaru roku 2022 detailně zkoumána za pomoci moderních zobrazovacích technologií. Ve fosilních kostech tohoto jedince byly objeveny dobře zachované stopy po husté síti krevních cév, a to v oblasti vyhojeného zranění na jednom z fosilních žeber.

## Popis

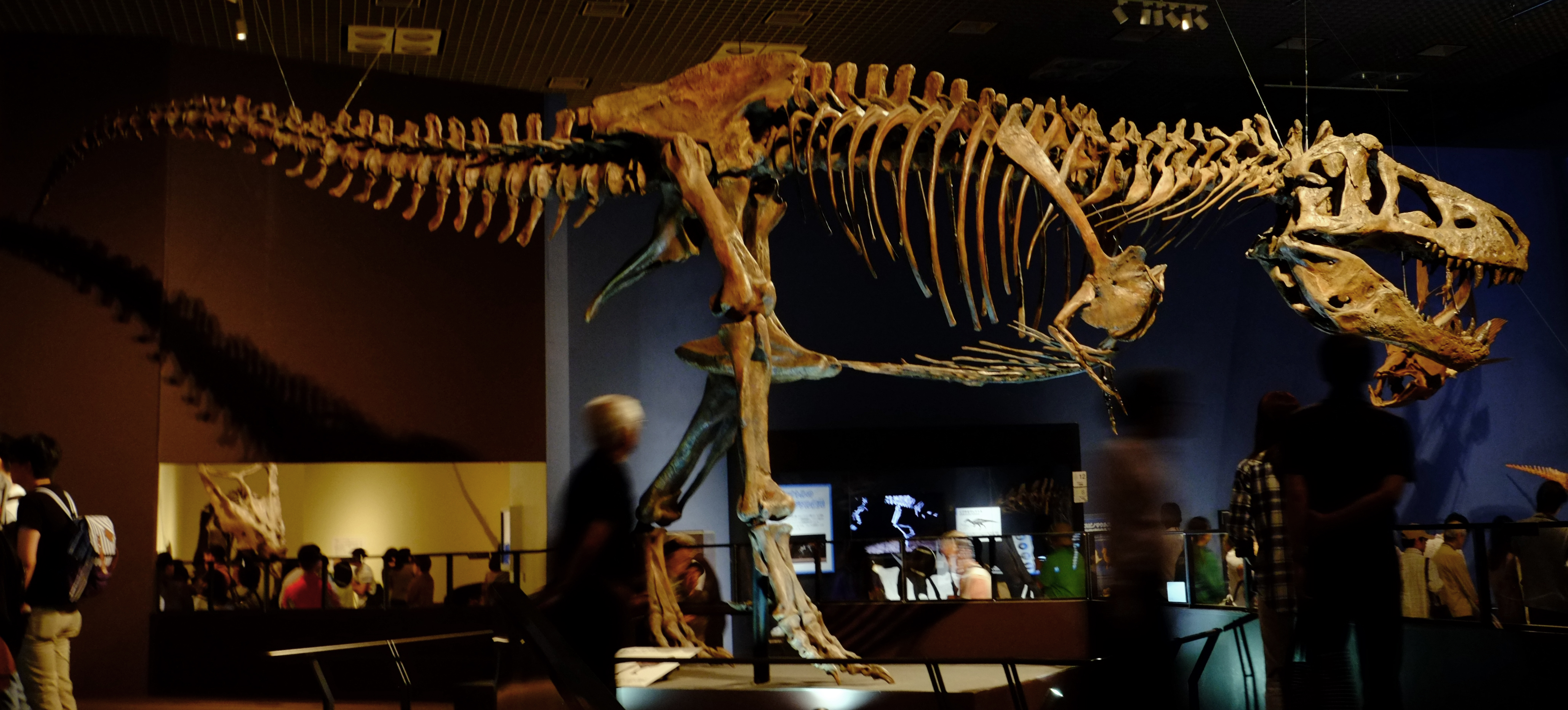
Replika kostry Scottyho na výstavě v Japonsku.

"Scotty" byl obří exemplář tyranosaura, konkurující velikostně i slavnému jedinci "Sue" z Jižní Dakoty. Podle přesnějších odhadů byl tento jedinec dlouhý zhruba rovných 13 metrů a jeho hmotnost se pohybovala kolem 8870 kg. Podle autorů popisné studie z roku 2019 byl "Scotty" asi o 410 kg těžší než "Sue". Přesné porovnání velikosti a rozhodnutí o tom, který z obou obřích jedinců tyranosaura je větší, však zatím není možné, protože rozdíl činí jen kolem 5 %.
Bažinatý ekosystém, podobný tomu ve floridském Everglades, pomáhají poznat výzkumy jantaru, který se na lokalitě objevu tohoto exempláře tyranosaura poměrně hojně vyskytuje.